# Pauline Moran
Pauline Moran (Blackpool, Lancashire; 1947.) je britanska filmska glumica irskog porijekla. 
Najpoznatija je po ulozi Felicity Lemon u seriji Agatha Christie's Poirot.

## Vanjske poveznice
- Pauline Moran u internetskoj bazi filmova IMDb-u (engl.)